# Gipslood
Gipslood of loodplaat bestaat uit gipsplaat waarop bladlood gelijmd is. Gipslood wordt gebruikt als stralingswerend materiaal voor ruimten in ziekenhuizen, tandartspraktijken of dierenklinieken, waar met ioniserende straling zoals röntgenstraling wordt gewerkt. Ook werkt het materiaal geluidsisolerend en wordt het gebruikt tegen geluiden vanuit discotheken of van machines.
Gipslood wordt doorgaans geleverd in de standaardmaten voor gipsplaat. De naden tussen de platen worden meestal afgewerkt met een zelfklevende loodstrip. 
Daarnaast wordt lood ook verlijmd op mdf of triplex; deze panelen kunnen bijvoorbeeld in een deur worden geplaatst.